# Drapeau de l'oblast de Mourmansk
Le drapeau de l’oblast de Mourmansk (en russe : Флаг Мурманской области) est l’un des symboles de l’oblast de Mourmansk, l’un des sujets fédéraux de Russie. Il a été adopté en 2004.

## Description
La loi de l’oblast de Mourmansk relative à son blason et à son drapeau décrit le drapeau ainsi :

« Le drapeau de l'oblast de Mourmansk est un panneau rectangulaire composé de deux bandes horizontales inégales : celle du haut est bleue et celle du bas est rouge. Le rapport de largeur de bande est respectivement de 4:1. La bande bleue porte une image jaune des aurores boréales sous la forme de rayons dorés divergeant vers le haut d'un triple arc, situé au centre de la bande, d'une longueur égale à la largeur de la bande bleue, avec une largeur totale de 1/2 la largeur de la bande bleue. Le rapport entre la largeur du drapeau et sa longueur est de 2:3. »